# Austropyrgus gippslandicus
Austropyrgus gippslandicus is een slakkensoort uit de familie van de Hydrobiidae. De wetenschappelijke naam van de soort is voor het eerst geldig gepubliceerd in 1944 door Ponder et al. als Fluvidona gippslandica.